# Ossówka (wieś w województwie lubelskim)
Ossówka – wieś w Polsce położona w województwie lubelskim, w powiecie bialskim, w gminie Leśna Podlaska.
| SIMC    | Nazwa | Rodzaj  |
| ------- | ----- | ------- |
| 1027171 | Góry  | kolonia |

W latach 1975–1998 miejscowość położona była w województwie bialskopodlaskim.
Wieś jest sołectwem w gminie Leśna Podlaska. Według Narodowego Spisu Powszechnego z roku 2011 wieś liczyła 407 mieszkańców.
Wierni Kościoła rzymskokatolickiego należą do parafii Zwiastowania Najświętszej Maryi Panny w Hrudzie.